# Stevie Wonder/Auszeichnungen für Musikverkäufe

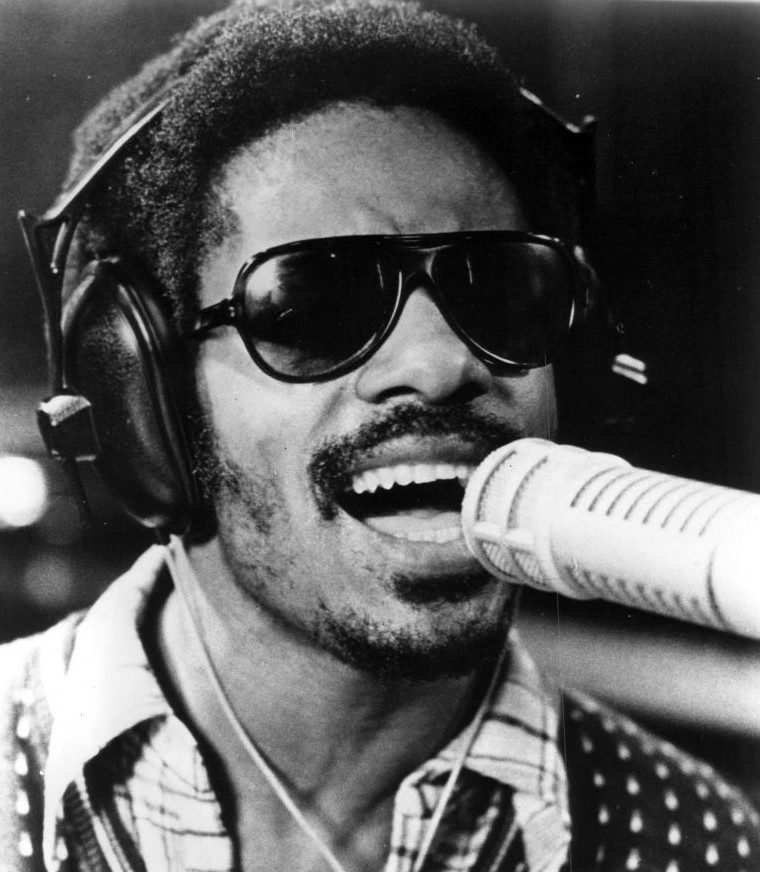
Stevie Wonder (1973)

Dies ist eine Übersicht über die Auszeichnungen für Musikverkäufe des US-amerikanischen Soul-Sängers Stevie Wonder. Die Auszeichnungen finden sich nach ihrer Art (Gold, Platin usw.), nach Staaten getrennt in chronologischer Reihenfolge, geordnet sowie nach den Tonträgern selbst, ebenfalls in chronologischer Reihenfolge, getrennt nach Medium (Alben, Singles usw.), wieder.

## Auszeichnungen
| - Vereinigtes Königreich - 1977: für die Single I Wish - 1977: für das Album Anthology - 1981: für die Single Lately - 1985: für die Single Part-Time Lover - 1985: für die Single We Are the World - 2005: für das Album A Time to Love - 2021: für das Album 20th Century Masters – The Millennium Collection: The Best of Stevie Wonder - 2021: für die Single I Wish (Digital) - 2022: für die Single You Are the Sunshine of My Life - 2022: für die Single Higher Ground - 2023: für die Single My Cherie Amour - 2023: für die Single Faith - Australien - 1982: für das Album Stevie Wonder’s Original Musiquarium I - 1984: für die Single I Just Called to Say I Love You - 1999: für die Autorenbeteiligung Wild Wild West (Will Smith) - 2015: für die Autorenbeteiligung Wish You Were Mine (Philip George) - Dänemark - 2019: für die Single Superstition - 2020: für die Single For Once in My Life - 2021: für die Single Signed, Sealed, Delivered I’m Yours - 2024: für die Single I Just Called to Say I Love You - 2025: für die Single Sir Duke - Deutschland - 1984: für die Single I Just Called to Say I Love You - 1985: für das Album The Woman in Red - 1999: für die Autorenbeteiligung Wild Wild West (Will Smith) - 2016: für die Autorenbeteiligung Wish You Were Mine (Philip George) - 2023: für die Single Happy Birthday - Frankreich - 1977: für das Album Songs in the Key of Life - 1981: für das Album Hotter than July - 1984: für die Single I Just Called to Say I Love You - 1985: für die Single Part-Time Lover - 1988: für das Album In Square Circle - 1989: für das Album Characters - 1999: für die Autorenbeteiligung Wild Wild West (Will Smith) - Hongkong - 1988: für das Album In Square Circle - Italien - 2014: für die Single We Are the World - 2017: für die Single Faith - 2019: für die Single Signed, Sealed, Delivered I’m Yours - 2023: für die Single I Just Called to Say I Love You - 2024: für die Single For Once in My Life - Japan - 1995: für das Album Conversation Peace - 2005: für das Album A Time to Love - Kanada - 1978: für die Single Sir Duke - 1978: für das Album Looking Back - 1978: für das Album Innervisions - 1978: für das Album Talking Book - 1980: für das Album Stevie Wonder’s Journey Through „The Secret Life of Plants“ - 1981: für die Single Master Blaster (Jammin’) - Neuseeland - 1982: für die Single Ebony and Ivory - 1982: für das Album Stevie Wonder’s Original Musiquarium I - 1985: für das Album The Woman in Red - 1986: für das Album In Square Circle - 1995: für das Album Conversation Peace - 1995: für die Single For Your Love - 1999: für die Autorenbeteiligung Wild Wild West (Will Smith) - 2007: für das Album Love Songs: 20 Classic Hits - 2021: für die Single You Are the Sunshine of My Life - 2022: für das Lied What Christmas Means to Me - 2023: für die Single Happy Birthday - 2023: für die Single Higher Ground - 2023: für die Single I Wish - 2023: für die Single Part-Time Lover - 2024: für das Album Signed, Sealed & Delivered - 2024: für das Album At the Close of the Century - 2024: für die Single My Cherie Amour - 2024: für die Single Uptight (Everything’s Alright) - Niederlande - 1979: für das Album Stevie Wonder’s Journey Through „The Secret Life of Plants“ - 1980: für das Album Hotter than July - 1984: für das Album The Woman in Red - Norwegen - 2000: für die Autorenbeteiligung Wild Wild West (Will Smith) - Portugal - 1985: für das Album The Woman in Red - Russland - 2011: für die Single I Just Called to Say I Love You - Schweden - 1999: für das Album Song Review: A Greatest Hits Collection - 2003: für das Album The Definitive Collection - Schweiz - 1999: für die Autorenbeteiligung Wild Wild West (Will Smith) - Spanien - 1984: für das Album The Woman in Red - 2024: für die Single For Once in My Life - 2024: für die Single Signed, Sealed, Delivered I’m Yours - 2024: für die Single You Are the Sunshine of My Life - 2024: für die Single Part-Time Lover - Vereinigte Staaten - 1982: für die Single Ebony and Ivory - 1982: für das Album Stevie Wonder’s Journey Through „The Secret Life of Plants“ - 1982: für das Album Stevie Wonder’s Original Musiquarium I - 1984: für die Single I Just Called to Say I Love You - 1991: für das Album Jungle Fever - 1993: für die Autorenbeteiligung Lately (Jodeci) - 1995: für das Album Conversation Peace - 1999: für die Autorenbeteiligung Wild Wild West (Will Smith) - 2004: für das Album At the Close of the Century - 2005: für das Album A Time to Love - 2006: für die Single Isn’t She Lovely - 2009: für das Videoalbum Live at Last: A Wonder Summer’s Night - Vereinigtes Königreich - 1974: für das Album Innervisions - 1974: für das Album Talking Book - 1974: für das Album Fulfillingness’ First Finale - 1979: für das Album Stevie Wonder’s Journey Through „The Secret Life of Plants“ - 1982: für die Single Ebony and Ivory - 1982: für das Album Stevie Wonder’s Original Musiquarium I - 1984: für das Album Love Songs: 20 Classic Hits - 1985: für das Album In Square Circle - 1987: für das Album Characters - 1999: für die Autorenbeteiligung Wild Wild West (Will Smith) - 2013: für das Album #1s - 2023: für das Lied What Christmas Means To Me - 2024: für die Single Uptight (Everything’s Alright) - 2025: für die Single Master Blaster (Jammin’) | - Argentinien - 1996: für das Album Song Review: A Greatest Hits Collection - 1996: für das Videoalbum Song Review: A Greatest Hits Collection - 1999: für das Videoalbum Ballad Collection - Australien - 1977: für das Album Songs in the Key of Life - 1997: für das Album Song Review: A Greatest Hits Collection - Belgien - 1996: für die Autorenbeteiligung Gangsta’s Paradise (Coolio) - 1999: für die Autorenbeteiligung Wild Wild West (Will Smith) - Europa - 1997: für das Album Song Review: A Greatest Hits Collection - 2009: für das Album The Definitive Collection - Finnland - 1985: für das Album The Woman in Red - Frankreich - 1985: für die Single We Are the World - 2020: für die Autorenbeteiligung Gangsta’s Paradise (Coolio) - Hongkong - 1985: für das Album The Woman in Red - Italien - 2017: für die Single Superstition - Japan - 1999: für das Album The Ballad Collection - 2007: für das Album The Definitive Collection - Kanada - 1978: für das Album Fulfillingness’ First Finale - Neuseeland - 1981: für das Album Hotter than July - 1985: für die Single We Are the World - 2021: für die Single Isn’t She Lovely - 2021: für die Single I Just Called to Say I Love You - 2021: für die Single Master Blaster (Jammin’) - 2022: für die Single For Once in My Life - 2022: für die Single Sir Duke - 2023: für das Album #1s - Niederlande - 1984: für die Single I Just Called to Say I Love You - 1995: für die Autorenbeteiligung Gangsta’s Paradise (Coolio) - Österreich - 1996: für die Autorenbeteiligung Gangsta’s Paradise (Coolio) - Portugal - 1985: für die Single I Just Called to Say I Love You - Schweiz - 2000: für das Album Song Review: A Greatest Hits Collection - Spanien - 1982: für das Album Stevie Wonder’s Journey Through „The Secret Life of Plants“ - 1985: für das Album In Square Circle - 2024: für die Single Superstition - 2024: für die Single I Just Called to Say I Love You - Vereinigte Staaten - 1981: für das Album Hotter than July - 1984: für das Album The Woman in Red - 1988: für das Album Characters - 2003: für das Album Song Review: A Greatest Hits Collection - 2022: für das Lied What Christmas Means to Me (mit John Legend) - Vereinigtes Königreich - 1976: für das Album Songs in the Key of Life - 1981: für das Album Hotter than July - 1984: für die Single I Just Called to Say I Love You - 1985: für das Album The Woman in Red - 2013: für das Album Song Review: A Greatest Hits Collection - 2015: für die Autorenbeteiligung Wish You Were Mine (Philip George) - 2022: für die Single Sir Duke - 2023: für die Single For Once in My Life - 2024: für die Single Happy Birthday - 2025: für die Single Isn’t She Lovely | - Dänemark - 2025: für die Autorenbeteiligung Gangsta’s Paradise (Coolio) - Deutschland - 1996: für die Autorenbeteiligung Gangsta’s Paradise (Coolio) - Griechenland - 2024: für die Autorenbeteiligung Gangsta’s Paradise (Coolio) - Italien - 2024: für die Autorenbeteiligung Gangsta’s Paradise (Coolio) - Japan - 2001: für das Album Song Review: A Greatest Hits Collection - Kanada - 1978: für das Album Songs in the Key of Life - 1981: für das Album Hotter than July - 1985: für das Album The Woman in Red - 1986: für das Album In Square Circle - Neuseeland - 1997: für das Album Song Review: A Greatest Hits Collection - Portugal - 2022: für die Autorenbeteiligung Gangsta’s Paradise (Coolio) - Schweiz - 1995: für die Autorenbeteiligung Gangsta’s Paradise (Coolio) - Spanien - 2024: für die Autorenbeteiligung Gangsta’s Paradise (Coolio) - Vereinigte Staaten - 1985: für das Album In Square Circle - Vereinigtes Königreich - 2024: für die Single Signed, Sealed, Delivered I’m Yours - Australien - 1996: für die Autorenbeteiligung Gangsta’s Paradise (Coolio) - Japan - 1985: für die Single We Are the World - Kanada - 1985: für die Single I Just Called to Say I Love You - 1985: für die Single We Are the World - Neuseeland - 2023: für die Single Signed, Sealed, Delivered I’m Yours - Vereinigte Staaten - 1996: für die Autorenbeteiligung Gangsta’s Paradise (Coolio) - 2024: für das Album The Definitive Collection - Vereinigtes Königreich - 2023: für die Single Superstition - Neuseeland - 2024: für die Single Superstition - Norwegen - 1996: für die Autorenbeteiligung Gangsta’s Paradise (Coolio) - Vereinigte Staaten - 1985: für die Single We Are the World - Vereinigtes Königreich - 2023: für das Album The Definitive Collection - 2025: für die Autorenbeteiligung Gangsta’s Paradise (Coolio) - Neuseeland - 2024: für die Autorenbeteiligung Gangsta’s Paradise (Coolio) - Vereinigte Staaten - 2005: für das Album Songs in the Key of Life |

## Auszeichnungen nach Alben

### Signed, Sealed & Delivered
| Land/Region       | Auszeichnungen für Musikverkäufe (Land/Region, Auszeichnung, Verkäufe) | Verkäufe |
| ----------------- | ---------------------------------------------------------------------- | -------- |
| Neuseeland (RMNZ) | Gold                                                                   | 7.500    |
| Insgesamt         | 1× Gold ·                                                              | 7.500    |

### Talking Book
| Land/Region                  | Auszeichnungen für Musikverkäufe (Land/Region, Auszeichnung, Verkäufe) | Verkäufe |
| ---------------------------- | ---------------------------------------------------------------------- | -------- |
| Kanada (MC)                  | Gold                                                                   | 50.000   |
| Vereinigtes Königreich (BPI) | Gold                                                                   | 100.000  |
| Insgesamt                    | 2× Gold ·                                                              | 150.000  |

### Innervisions
| Land/Region                  | Auszeichnungen für Musikverkäufe (Land/Region, Auszeichnung, Verkäufe) | Verkäufe  |
| ---------------------------- | ---------------------------------------------------------------------- | --------- |
| Kanada (MC)                  | Gold                                                                   | 50.000    |
| Vereinigtes Königreich (BPI) | Gold                                                                   | 1.000.000 |
| Insgesamt                    | 2× Gold ·                                                              | 1.050.000 |

### Fulfillingness’ First Finale
| Land/Region                  | Auszeichnungen für Musikverkäufe (Land/Region, Auszeichnung, Verkäufe) | Verkäufe |
| ---------------------------- | ---------------------------------------------------------------------- | -------- |
| Kanada (MC)                  | Platin                                                                 | 100.000  |
| Vereinigtes Königreich (BPI) | Gold                                                                   | 100.000  |
| Insgesamt                    | 1× Gold · 1× Platin ·                                                  | 200.000  |

### Songs in the Key of Life
| Land/Region                  | Auszeichnungen für Musikverkäufe (Land/Region, Auszeichnung, Verkäufe) | Verkäufe   |
| ---------------------------- | ---------------------------------------------------------------------- | ---------- |
| Australien (ARIA)            | Platin                                                                 | 50.000     |
| Frankreich (SNEP)            | Gold                                                                   | 100.000    |
| Kanada (MC)                  | 2× Platin                                                              | 200.000    |
| Vereinigte Staaten (RIAA)    | Diamant                                                                | 10.000.000 |
| Vereinigtes Königreich (BPI) | Platin                                                                 | 600.000    |
| Insgesamt                    | 1× Gold · 4× Platin · 1× Diamant ·                                     | 10.950.000 |

### Anthology
| Land/Region                  | Auszeichnungen für Musikverkäufe (Land/Region, Auszeichnung, Verkäufe) | Verkäufe |
| ---------------------------- | ---------------------------------------------------------------------- | -------- |
| Vereinigtes Königreich (BPI) | Silber                                                                 | 60.000   |
| Insgesamt                    | 1× Silber ·                                                            | 60.000   |

### Looking Back
| Land/Region | Auszeichnungen für Musikverkäufe (Land/Region, Auszeichnung, Verkäufe) | Verkäufe |
| ----------- | ---------------------------------------------------------------------- | -------- |
| Kanada (MC) | Gold                                                                   | 50.000   |
| Insgesamt   | 1× Gold ·                                                              | 50.000   |

### Stevie Wonder’s Journey Through „The Secret Life of Plants“
| Land/Region                  | Auszeichnungen für Musikverkäufe (Land/Region, Auszeichnung, Verkäufe) | Verkäufe |
| ---------------------------- | ---------------------------------------------------------------------- | -------- |
| Kanada (MC)                  | Gold                                                                   | 50.000   |
| Niederlande (NVPI)           | Gold                                                                   | 50.000   |
| Spanien (Promusicae)         | Platin                                                                 | 100.000  |
| Vereinigte Staaten (RIAA)    | Gold                                                                   | 500.000  |
| Vereinigtes Königreich (BPI) | Gold                                                                   | 100.000  |
| Insgesamt                    | 4× Gold · 1× Platin ·                                                  | 800.000  |

### Hotter than July
| Land/Region                  | Auszeichnungen für Musikverkäufe (Land/Region, Auszeichnung, Verkäufe) | Verkäufe  |
| ---------------------------- | ---------------------------------------------------------------------- | --------- |
| Frankreich (SNEP)            | Gold                                                                   | 100.000   |
| Kanada (MC)                  | 2× Platin                                                              | 200.000   |
| Neuseeland (RMNZ)            | Platin                                                                 | 20.000    |
| Niederlande (NVPI)           | Gold                                                                   | 50.000    |
| Vereinigte Staaten (RIAA)    | Platin                                                                 | 1.000.000 |
| Vereinigtes Königreich (BPI) | Platin                                                                 | 300.000   |
| Insgesamt                    | 2× Gold · 5× Platin ·                                                  | 1.670.000 |

### Stevie Wonder’s Original Musiquarium I
| Land/Region                  | Auszeichnungen für Musikverkäufe (Land/Region, Auszeichnung, Verkäufe) | Verkäufe |
| ---------------------------- | ---------------------------------------------------------------------- | -------- |
| Australien (ARIA)            | Gold                                                                   | 20.000   |
| Neuseeland (RMNZ)            | Gold                                                                   | 10.000   |
| Vereinigte Staaten (RIAA)    | Gold                                                                   | 500.000  |
| Vereinigtes Königreich (BPI) | Gold                                                                   | 100.000  |
| Insgesamt                    | 4× Gold ·                                                              | 630.000  |

### Love Songs: 20 Classic Hits
| Land/Region                  | Auszeichnungen für Musikverkäufe (Land/Region, Auszeichnung, Verkäufe) | Verkäufe |
| ---------------------------- | ---------------------------------------------------------------------- | -------- |
| Neuseeland (RMNZ)            | Gold                                                                   | 7.500    |
| Vereinigtes Königreich (BPI) | Gold                                                                   | 100.000  |
| Insgesamt                    | 2× Gold ·                                                              | 107.500  |

### The Woman in Red
| Land/Region                  | Auszeichnungen für Musikverkäufe (Land/Region, Auszeichnung, Verkäufe) | Verkäufe  |
| ---------------------------- | ---------------------------------------------------------------------- | --------- |
| Deutschland (BVMI)           | Gold                                                                   | 250.000   |
| Finnland (IFPI)              | Platin                                                                 | 53.626    |
| Hongkong (IFPI/HKRIA)        | Platin                                                                 | 20.000    |
| Kanada (MC)                  | 2× Platin                                                              | 200.000   |
| Neuseeland (RMNZ)            | Gold                                                                   | 10.000    |
| Niederlande (NVPI)           | Gold                                                                   | 50.000    |
| Portugal (AFP)               | Gold                                                                   | 70.000    |
| Spanien (Promusicae)         | Gold                                                                   | 50.000    |
| Vereinigte Staaten (RIAA)    | Platin                                                                 | 1.000.000 |
| Vereinigtes Königreich (BPI) | Platin                                                                 | 300.000   |
| Insgesamt                    | 5× Gold · 6× Platin ·                                                  | 2.003.626 |

### In Square Circle
| Land/Region                  | Auszeichnungen für Musikverkäufe (Land/Region, Auszeichnung, Verkäufe) | Verkäufe  |
| ---------------------------- | ---------------------------------------------------------------------- | --------- |
| Frankreich (SNEP)            | Gold                                                                   | 100.000   |
| Hongkong (IFPI/HKRIA)        | Gold                                                                   | 10.000    |
| Kanada (MC)                  | 2× Platin                                                              | 200.000   |
| Neuseeland (RMNZ)            | Gold                                                                   | 10.000    |
| Spanien (Promusicae)         | Platin                                                                 | 100.000   |
| Vereinigte Staaten (RIAA)    | 2× Platin                                                              | 2.000.000 |
| Vereinigtes Königreich (BPI) | Gold                                                                   | 100.000   |
| Insgesamt                    | 4× Gold · 5× Platin ·                                                  | 2.520.000 |

### Characters
| Land/Region                  | Auszeichnungen für Musikverkäufe (Land/Region, Auszeichnung, Verkäufe) | Verkäufe  |
| ---------------------------- | ---------------------------------------------------------------------- | --------- |
| Frankreich (SNEP)            | Gold                                                                   | 100.000   |
| Vereinigte Staaten (RIAA)    | Platin                                                                 | 1.000.000 |
| Vereinigtes Königreich (BPI) | Gold                                                                   | 100.000   |
| Insgesamt                    | 2× Gold · 1× Platin ·                                                  | 1.200.000 |

### Jungle Fever
| Land/Region               | Auszeichnungen für Musikverkäufe (Land/Region, Auszeichnung, Verkäufe) | Verkäufe |
| ------------------------- | ---------------------------------------------------------------------- | -------- |
| Vereinigte Staaten (RIAA) | Gold                                                                   | 500.000  |
| Insgesamt                 | 1× Gold ·                                                              | 500.000  |

### Conversation Peace
| Land/Region               | Auszeichnungen für Musikverkäufe (Land/Region, Auszeichnung, Verkäufe) | Verkäufe |
| ------------------------- | ---------------------------------------------------------------------- | -------- |
| Japan (RIAJ)              | Gold                                                                   | 100.000  |
| Neuseeland (RMNZ)         | Gold                                                                   | 7.500    |
| Vereinigte Staaten (RIAA) | Gold                                                                   | 500.000  |
| Insgesamt                 | 3× Gold ·                                                              | 607.500  |

### Song Review: A Greatest Hits Collection
| Land/Region                  | Auszeichnungen für Musikverkäufe (Land/Region, Auszeichnung, Verkäufe) | Verkäufe  |
| ---------------------------- | ---------------------------------------------------------------------- | --------- |
| Argentinien (CAPIF)          | Platin                                                                 | 60.000    |
| Australien (ARIA)            | Platin                                                                 | 70.000    |
| Europa (IFPI)                | Platin                                                                 | 1.000.000 |
| Japan (RIAJ)                 | 2× Platin                                                              | 400.000   |
| Neuseeland (RMNZ)            | 2× Platin                                                              | 30.000    |
| Schweden (IFPI)              | Gold                                                                   | (40.000)  |
| Schweiz (IFPI)               | Platin                                                                 | (50.000)  |
| Vereinigte Staaten (RIAA)    | Platin                                                                 | 1.000.000 |
| Vereinigtes Königreich (BPI) | Platin                                                                 | (300.000) |
| Insgesamt                    | 1× Gold · 10× Platin ·                                                 | 2.470.000 |

### The Ballad Collection
| Land/Region  | Auszeichnungen für Musikverkäufe (Land/Region, Auszeichnung, Verkäufe) | Verkäufe |
| ------------ | ---------------------------------------------------------------------- | -------- |
| Japan (RIAJ) | Platin                                                                 | 200.000  |
| Insgesamt    | 1× Platin ·                                                            | 200.000  |

### At the Close of the Century
| Land/Region               | Auszeichnungen für Musikverkäufe (Land/Region, Auszeichnung, Verkäufe) | Verkäufe |
| ------------------------- | ---------------------------------------------------------------------- | -------- |
| Neuseeland (RMNZ)         | Gold                                                                   | 7.500    |
| Vereinigte Staaten (RIAA) | Gold                                                                   | 500.000  |
| Insgesamt                 | 2× Gold ·                                                              | 507.500  |

### The Definitive Collection
| Land/Region                  | Auszeichnungen für Musikverkäufe (Land/Region, Auszeichnung, Verkäufe) | Verkäufe    |
| ---------------------------- | ---------------------------------------------------------------------- | ----------- |
| Europa (IFPI)                | Platin                                                                 | (1.000.000) |
| Japan (RIAJ)                 | Platin                                                                 | 200.000     |
| Schweden (IFPI)              | Gold                                                                   | 30.000      |
| Vereinigte Staaten (RIAA)    | 3× Platin                                                              | 3.000.000   |
| Vereinigtes Königreich (BPI) | 5× Platin                                                              | 1.500.000   |
| Insgesamt                    | 1× Gold · 10× Platin ·                                                 | 4.730.000   |

### 20th Century Masters – The Millennium Collection: The Best of Stevie Wonder
| Land/Region                  | Auszeichnungen für Musikverkäufe (Land/Region, Auszeichnung, Verkäufe) | Verkäufe |
| ---------------------------- | ---------------------------------------------------------------------- | -------- |
| Vereinigtes Königreich (BPI) | Silber                                                                 | 60.000   |
| Insgesamt                    | 1× Silber ·                                                            | 60.000   |

### A Time to Love
| Land/Region                  | Auszeichnungen für Musikverkäufe (Land/Region, Auszeichnung, Verkäufe) | Verkäufe |
| ---------------------------- | ---------------------------------------------------------------------- | -------- |
| Japan (RIAJ)                 | Gold                                                                   | 100.000  |
| Vereinigte Staaten (RIAA)    | Gold                                                                   | 500.000  |
| Vereinigtes Königreich (BPI) | Silber                                                                 | 60.000   |
| Insgesamt                    | 1× Silber · 2× Gold ·                                                  | 660.000  |

### #1s
| Land/Region                  | Auszeichnungen für Musikverkäufe (Land/Region, Auszeichnung, Verkäufe) | Verkäufe |
| ---------------------------- | ---------------------------------------------------------------------- | -------- |
| Neuseeland (RMNZ)            | Platin                                                                 | 15.000   |
| Vereinigtes Königreich (BPI) | Gold                                                                   | 100.000  |
| Insgesamt                    | 1× Gold · 1× Platin ·                                                  | 115.000  |

## Auszeichnungen nach Singles

### Uptight (Everything’s Alright)
| Land/Region                  | Auszeichnungen für Musikverkäufe (Land/Region, Auszeichnung, Verkäufe) | Verkäufe |
| ---------------------------- | ---------------------------------------------------------------------- | -------- |
| Neuseeland (RMNZ)            | Gold                                                                   | 15.000   |
| Vereinigtes Königreich (BPI) | Gold                                                                   | 400.000  |
| Insgesamt                    | 2× Gold ·                                                              | 415.000  |

### For Once in My Life
| Land/Region                  | Auszeichnungen für Musikverkäufe (Land/Region, Auszeichnung, Verkäufe) | Verkäufe |
| ---------------------------- | ---------------------------------------------------------------------- | -------- |
| Dänemark (IFPI)              | Gold                                                                   | 45.000   |
| Italien (FIMI)               | Gold                                                                   | 50.000   |
| Neuseeland (RMNZ)            | Platin                                                                 | 30.000   |
| Spanien (Promusicae)         | Gold                                                                   | 30.000   |
| Vereinigtes Königreich (BPI) | Platin                                                                 | 600.000  |
| Insgesamt                    | 3× Gold · 2× Platin ·                                                  | 755.000  |

### My Cherie Amour
| Land/Region                  | Auszeichnungen für Musikverkäufe (Land/Region, Auszeichnung, Verkäufe) | Verkäufe |
| ---------------------------- | ---------------------------------------------------------------------- | -------- |
| Neuseeland (RMNZ)            | Gold                                                                   | 15.000   |
| Vereinigtes Königreich (BPI) | Silber                                                                 | 200.000  |
| Insgesamt                    | 1× Silber · 1× Gold ·                                                  | 215.000  |

### Signed, Sealed, Delivered I’m Yours
| Land/Region                  | Auszeichnungen für Musikverkäufe (Land/Region, Auszeichnung, Verkäufe) | Verkäufe  |
| ---------------------------- | ---------------------------------------------------------------------- | --------- |
| Dänemark (IFPI)              | Gold                                                                   | 45.000    |
| Italien (FIMI)               | Gold                                                                   | 25.000    |
| Neuseeland (RMNZ)            | 3× Platin                                                              | 90.000    |
| Spanien (Promusicae)         | Gold                                                                   | 30.000    |
| Vereinigtes Königreich (BPI) | 2× Platin                                                              | 1.200.000 |
| Insgesamt                    | 3× Gold · 5× Platin ·                                                  | 1.390.000 |

### Superstition
| Land/Region                  | Auszeichnungen für Musikverkäufe (Land/Region, Auszeichnung, Verkäufe) | Verkäufe  |
| ---------------------------- | ---------------------------------------------------------------------- | --------- |
| Dänemark (IFPI)              | Gold                                                                   | 45.000    |
| Italien (FIMI)               | Platin                                                                 | 50.000    |
| Neuseeland (RMNZ)            | 4× Platin                                                              | 120.000   |
| Spanien (Promusicae)         | Platin                                                                 | 60.000    |
| Vereinigtes Königreich (BPI) | 3× Platin                                                              | 1.800.000 |
| Insgesamt                    | 1× Gold · 9× Platin ·                                                  | 2.075.000 |

### You Are the Sunshine of My Life
| Land/Region                  | Auszeichnungen für Musikverkäufe (Land/Region, Auszeichnung, Verkäufe) | Verkäufe |
| ---------------------------- | ---------------------------------------------------------------------- | -------- |
| Neuseeland (RMNZ)            | Gold                                                                   | 15.000   |
| Spanien (Promusicae)         | Gold                                                                   | 30.000   |
| Vereinigtes Königreich (BPI) | Silber                                                                 | 200.000  |
| Insgesamt                    | 1× Silber · 2× Gold ·                                                  | 245.000  |

### Higher Ground
| Land/Region                  | Auszeichnungen für Musikverkäufe (Land/Region, Auszeichnung, Verkäufe) | Verkäufe |
| ---------------------------- | ---------------------------------------------------------------------- | -------- |
| Neuseeland (RMNZ)            | Gold                                                                   | 15.000   |
| Vereinigtes Königreich (BPI) | Silber                                                                 | 200.000  |
| Insgesamt                    | 1× Silber · 1× Gold ·                                                  | 215.000  |

### I Wish
| Land/Region                  | Auszeichnungen für Musikverkäufe (Land/Region, Auszeichnung, Verkäufe) | Verkäufe |
| ---------------------------- | ---------------------------------------------------------------------- | -------- |
| Neuseeland (RMNZ)            | Gold                                                                   | 15.000   |
| Vereinigtes Königreich (BPI) | Silber · + Silber (Digital)                                            | 450.000  |
| Insgesamt                    | 2× Silber · 1× Gold ·                                                  | 465.000  |

### Sir Duke
| Land/Region                  | Auszeichnungen für Musikverkäufe (Land/Region, Auszeichnung, Verkäufe) | Verkäufe |
| ---------------------------- | ---------------------------------------------------------------------- | -------- |
| Dänemark (IFPI)              | Gold                                                                   | 45.000   |
| Kanada (MC)                  | Gold                                                                   | 75.000   |
| Neuseeland (RMNZ)            | Platin                                                                 | 30.000   |
| Vereinigtes Königreich (BPI) | Platin                                                                 | 600.000  |
| Insgesamt                    | 2× Gold · 2× Platin ·                                                  | 750.000  |

### Master Blaster (Jammin’)
| Land/Region                  | Auszeichnungen für Musikverkäufe (Land/Region, Auszeichnung, Verkäufe) | Verkäufe |
| ---------------------------- | ---------------------------------------------------------------------- | -------- |
| Kanada (MC)                  | Gold                                                                   | 75.000   |
| Neuseeland (RMNZ)            | Platin                                                                 | 30.000   |
| Vereinigtes Königreich (BPI) | Gold                                                                   | 400.000  |
| Insgesamt                    | 2× Gold · 1× Platin ·                                                  | 505.000  |

### Lately
| Land/Region                  | Auszeichnungen für Musikverkäufe (Land/Region, Auszeichnung, Verkäufe) | Verkäufe |
| ---------------------------- | ---------------------------------------------------------------------- | -------- |
| Vereinigtes Königreich (BPI) | Silber                                                                 | 250.000  |
| Insgesamt                    | 1× Silber ·                                                            | 250.000  |

### Happy Birthday
| Land/Region                  | Auszeichnungen für Musikverkäufe (Land/Region, Auszeichnung, Verkäufe) | Verkäufe |
| ---------------------------- | ---------------------------------------------------------------------- | -------- |
| Deutschland (BVMI)           | Gold                                                                   | 250.000  |
| Neuseeland (RMNZ)            | Gold                                                                   | 15.000   |
| Vereinigtes Königreich (BPI) | Platin                                                                 | 600.000  |
| Insgesamt                    | 2× Gold · 1× Platin ·                                                  | 865.000  |

### Ebony and Ivory
| Land/Region                  | Auszeichnungen für Musikverkäufe (Land/Region, Auszeichnung, Verkäufe) | Verkäufe  |
| ---------------------------- | ---------------------------------------------------------------------- | --------- |
| Neuseeland (RMNZ)            | Gold                                                                   | 10.000    |
| Vereinigte Staaten (RIAA)    | Gold                                                                   | 1.000.000 |
| Vereinigtes Königreich (BPI) | Gold                                                                   | 500.000   |
| Insgesamt                    | 3× Gold ·                                                              | 1.510.000 |

### I Just Called to Say I Love You
| Land/Region                  | Auszeichnungen für Musikverkäufe (Land/Region, Auszeichnung, Verkäufe) | Verkäufe  |
| ---------------------------- | ---------------------------------------------------------------------- | --------- |
| Australien (ARIA)            | Gold                                                                   | 35.000    |
| Dänemark (IFPI)              | Gold                                                                   | 45.000    |
| Deutschland (BVMI)           | Gold                                                                   | 250.000   |
| Frankreich (SNEP)            | Gold                                                                   | 500.000   |
| Italien (FIMI)               | Gold                                                                   | 50.000    |
| Kanada (MC)                  | 3× Platin                                                              | 300.000   |
| Neuseeland (RMNZ)            | Platin                                                                 | 30.000    |
| Niederlande (NVPI)           | Platin                                                                 | 100.000   |
| Portugal (AFP)               | Platin                                                                 | 170.000   |
| Russland (NFPF)              | Gold                                                                   | 100.000   |
| Spanien (Promusicae)         | Platin                                                                 | 60.000    |
| Vereinigte Staaten (RIAA)    | Gold                                                                   | 1.000.000 |
| Vereinigtes Königreich (BPI) | Platin                                                                 | 1.912.528 |
| Insgesamt                    | 7× Gold · 8× Platin ·                                                  | 4.552.528 |

### We Are the World
| Land/Region                  | Auszeichnungen für Musikverkäufe (Land/Region, Auszeichnung, Verkäufe) | Verkäufe  |
| ---------------------------- | ---------------------------------------------------------------------- | --------- |
| Frankreich (SNEP)            | Platin                                                                 | 1.000.000 |
| Italien (FIMI)               | Gold                                                                   | 25.000    |
| Japan (RIAJ)                 | 3× Platin                                                              | 300.000   |
| Kanada (MC)                  | 3× Platin                                                              | 300.000   |
| Neuseeland (RMNZ)            | Platin                                                                 | 15.000    |
| Vereinigte Staaten (RIAA)    | 4× Platin                                                              | 8.000.000 |
| Vereinigtes Königreich (BPI) | Silber                                                                 | 250.000   |
| Insgesamt                    | 1× Silber · 1× Gold · 12× Platin ·                                     | 9.890.000 |

### Part-Time Lover
| Land/Region                  | Auszeichnungen für Musikverkäufe (Land/Region, Auszeichnung, Verkäufe) | Verkäufe |
| ---------------------------- | ---------------------------------------------------------------------- | -------- |
| Frankreich (SNEP)            | Gold                                                                   | 500.000  |
| Neuseeland (RMNZ)            | Gold                                                                   | 15.000   |
| Spanien (Promusicae)         | Gold                                                                   | 30.000   |
| Vereinigtes Königreich (BPI) | Silber                                                                 | 250.000  |
| Insgesamt                    | 1× Silber · 3× Gold ·                                                  | 795.000  |

### For Your Love
| Land/Region       | Auszeichnungen für Musikverkäufe (Land/Region, Auszeichnung, Verkäufe) | Verkäufe |
| ----------------- | ---------------------------------------------------------------------- | -------- |
| Neuseeland (RMNZ) | Gold                                                                   | 5.000    |
| Insgesamt         | 1× Gold ·                                                              | 5.000    |

### Isn’t She Lovely
| Land/Region                  | Auszeichnungen für Musikverkäufe (Land/Region, Auszeichnung, Verkäufe) | Verkäufe  |
| ---------------------------- | ---------------------------------------------------------------------- | --------- |
| Neuseeland (RMNZ)            | Platin                                                                 | 30.000    |
| Vereinigte Staaten (RIAA)    | Gold                                                                   | 500.000   |
| Vereinigtes Königreich (BPI) | Platin                                                                 | 600.000   |
| Insgesamt                    | 2× Gold · 1× Platin ·                                                  | 1.130.000 |

### Faith
| Land/Region                  | Auszeichnungen für Musikverkäufe (Land/Region, Auszeichnung, Verkäufe) | Verkäufe |
| ---------------------------- | ---------------------------------------------------------------------- | -------- |
| Italien (FIMI)               | Gold                                                                   | 25.000   |
| Vereinigtes Königreich (BPI) | Silber                                                                 | 200.000  |
| Insgesamt                    | 1× Silber · 1× Gold ·                                                  | 225.000  |

## Auszeichnungen nach Liedern

### What Christmas Means to Me
| Land/Region                  | Auszeichnungen für Musikverkäufe (Land/Region, Auszeichnung, Verkäufe) | Verkäufe |
| ---------------------------- | ---------------------------------------------------------------------- | -------- |
| Neuseeland (RMNZ)            | Gold                                                                   | 15.000   |
| Vereinigtes Königreich (BPI) | Gold                                                                   | 400.000  |
| Insgesamt                    | 2× Gold ·                                                              | 415.000  |

### What Christmas Means to Me (John Legendfeat. Stevie Wonder)
| Land/Region               | Auszeichnungen für Musikverkäufe (Land/Region, Auszeichnung, Verkäufe) | Verkäufe  |
| ------------------------- | ---------------------------------------------------------------------- | --------- |
| Vereinigte Staaten (RIAA) | Platin                                                                 | 1.000.000 |
| Insgesamt                 | 1× Platin ·                                                            | 1.000.000 |

## Auszeichnungen nach Autorenbeteiligungen

### Lately (Jodeci)
| Land/Region               | Auszeichnungen für Musikverkäufe (Land/Region, Auszeichnung, Verkäufe) | Verkäufe |
| ------------------------- | ---------------------------------------------------------------------- | -------- |
| Vereinigte Staaten (RIAA) | Gold                                                                   | 500.000  |
| Insgesamt                 | 1× Gold ·                                                              | 500.000  |

### Gangsta’s Paradise(Coolio)
| Land/Region                  | Auszeichnungen für Musikverkäufe (Land/Region, Auszeichnung, Verkäufe) | Verkäufe  |
| ---------------------------- | ---------------------------------------------------------------------- | --------- |
| Australien (ARIA)            | 3× Platin                                                              | 210.000   |
| Belgien (BRMA)               | Platin                                                                 | 50.000    |
| Dänemark (IFPI)              | 2× Platin                                                              | 180.000   |
| Deutschland (BVMI)           | 2× Platin                                                              | 1.000.000 |
| Frankreich (SNEP)            | Platin                                                                 | 200.000   |
| Griechenland (IFPI)          | 2× Platin                                                              | 40.000    |
| Italien (FIMI)               | 2× Platin                                                              | 200.000   |
| Neuseeland (RMNZ)            | 6× Platin                                                              | 180.000   |
| Niederlande (NVPI)           | Platin                                                                 | 50.000    |
| Norwegen (IFPI)              | 4× Platin                                                              | 80.000    |
| Österreich (IFPI)            | Platin                                                                 | 50.000    |
| Portugal (AFP)               | 2× Platin                                                              | 20.000    |
| Schweiz (IFPI)               | 2× Platin                                                              | 100.000   |
| Spanien (Promusicae)         | 2× Platin                                                              | 120.000   |
| Vereinigte Staaten (RIAA)    | 3× Platin                                                              | 3.000.000 |
| Vereinigtes Königreich (BPI) | 5× Platin                                                              | 3.000.000 |
| Insgesamt                    | 39× Platin ·                                                           | 8.480.000 |

### Wild Wild West(Will Smithfeat.Dru Hill&Kool Moe Dee)
| Land/Region                  | Auszeichnungen für Musikverkäufe (Land/Region, Auszeichnung, Verkäufe) | Verkäufe  |
| ---------------------------- | ---------------------------------------------------------------------- | --------- |
| Australien (ARIA)            | Gold                                                                   | 35.000    |
| Belgien (BRMA)               | Platin                                                                 | 50.000    |
| Deutschland (BVMI)           | Gold                                                                   | 250.000   |
| Frankreich (SNEP)            | Gold                                                                   | 250.000   |
| Neuseeland (RMNZ)            | Gold                                                                   | 7.500     |
| Norwegen (IFPI)              | Gold                                                                   | 5.000     |
| Schweiz (IFPI)               | Gold                                                                   | 25.000    |
| Vereinigte Staaten (RIAA)    | Gold                                                                   | 500.000   |
| Vereinigtes Königreich (BPI) | Gold                                                                   | 400.000   |
| Insgesamt                    | 8× Gold · 1× Platin ·                                                  | 1.522.500 |

### Wish You Were Mine (Philip George)
| Land/Region                  | Auszeichnungen für Musikverkäufe (Land/Region, Auszeichnung, Verkäufe) | Verkäufe |
| ---------------------------- | ---------------------------------------------------------------------- | -------- |
| Australien (ARIA)            | Gold                                                                   | 35.000   |
| Deutschland (BVMI)           | Gold                                                                   | 200.000  |
| Vereinigtes Königreich (BPI) | Platin                                                                 | 600.000  |
| Insgesamt                    | 2× Gold · 1× Platin ·                                                  | 835.000  |

## Auszeichnungen nach Videoalben

### Song Review: A Greatest Hits Collection
| Land/Region         | Auszeichnungen für Musikverkäufe (Land/Region, Auszeichnung, Verkäufe) | Verkäufe |
| ------------------- | ---------------------------------------------------------------------- | -------- |
| Argentinien (CAPIF) | Platin                                                                 | 8.000    |
| Insgesamt           | 1× Platin ·                                                            | 8.000    |

### Ballad Collection
| Land/Region         | Auszeichnungen für Musikverkäufe (Land/Region, Auszeichnung, Verkäufe) | Verkäufe |
| ------------------- | ---------------------------------------------------------------------- | -------- |
| Argentinien (CAPIF) | Platin                                                                 | 8.000    |
| Insgesamt           | 1× Platin ·                                                            | 8.000    |

### Live at Last: A Wonder Summer’s Night
| Land/Region               | Auszeichnungen für Musikverkäufe (Land/Region, Auszeichnung, Verkäufe) | Verkäufe |
| ------------------------- | ---------------------------------------------------------------------- | -------- |
| Vereinigte Staaten (RIAA) | Gold                                                                   | 50.000   |
| Insgesamt                 | 1× Gold ·                                                              | 50.000   |

## Statistik und Quellen
| Land/RegionAuszeichnungen für Musikverkäufe (Land/Region, Auszeichnungen, Verkäufe, Quellen) | Silber       | Gold       | Platin         | Diamant  | Verkäufe    | Quellen                                                     |
| -------------------------------------------------------------------------------------------- | ------------ | ---------- | -------------- | -------- | ----------- | ----------------------------------------------------------- |
| Argentinien (CAPIF)                                                                          | —            | —          | 3× Platin3     | —        | 76.000      | capif.org.ar (Memento vom 31. Mai 2011 im Internet Archive) |
| Australien (ARIA)                                                                            | —            | 4× Gold4   | 5× Platin5     | —        | 455.000     | aria.com.au                                                 |
| Belgien (BRMA)                                                                               | —            | —          | 2× Platin2     | —        | 100.000     | ultratop.be                                                 |
| Dänemark (IFPI)                                                                              | —            | 5× Gold5   | 2× Platin2     | —        | 405.000     | ifpi.dk                                                     |
| Deutschland (BVMI)                                                                           | —            | 5× Gold5   | 2× Platin2     | —        | 2.200.000   | musikindustrie.de                                           |
| Europa (IFPI)                                                                                | —            | —          | 2× Platin2     | —        | (2.000.000) | ifpi.org (Memento vom 1. Januar 2014 im Internet Archive)   |
| Finnland (IFPI)                                                                              | —            | —          | Platin1        | —        | 53.626      | ifpi.fi                                                     |
| Frankreich (SNEP)                                                                            | —            | 7× Gold7   | 2× Platin2     | —        | 2.850.000   | infodisc.fr snepmusique.com                                 |
| Griechenland (IFPI)                                                                          | —            | —          | 2× Platin2     | —        | 40.000      | Einzelnachweise                                             |
| Hongkong (IFPI/HKRIA)                                                                        | —            | Gold1      | Platin1        | —        | 30.000      | ifpihk.org                                                  |
| Italien (FIMI)                                                                               | —            | 5× Gold5   | 3× Platin3     | —        | 425.000     | fimi.it                                                     |
| Japan (RIAJ)                                                                                 | —            | 2× Gold2   | 7× Platin7     | —        | 1.300.000   | riaj.or.jp                                                  |
| Kanada (MC)                                                                                  | —            | 6× Gold6   | 15× Platin15   | —        | 1.850.000   | musiccanada.com                                             |
| Neuseeland (RMNZ)                                                                            | —            | 18× Gold18 | 23× Platin23   | —        | 825.500     | aotearoamusiccharts.co.nz NZ2 NZ3                           |
| Niederlande (NVPI)                                                                           | —            | 3× Gold3   | 2× Platin2     | —        | 300.000     | nvpi.nl                                                     |
| Norwegen (IFPI)                                                                              | —            | Gold1      | 4× Platin4     | —        | 85.000      | ifpi.no (Memento vom 5. November 2012 im Internet Archive)  |
| Portugal (AFP)                                                                               | —            | Gold1      | 3× Platin3     | —        | 260.000     | Einzelnachweise                                             |
| Russland (NFPF)                                                                              | —            | Gold1      | —              | —        | 100.000     | Einzelnachweise                                             |
| Schweden (IFPI)                                                                              | —            | 2× Gold2   | —              | —        | 70.000      | sverigetopplistan.se                                        |
| Schweiz (IFPI)                                                                               | —            | Gold1      | 3× Platin3     | —        | 175.000     | hitparade.ch                                                |
| Spanien (Promusicae)                                                                         | —            | 5× Gold5   | 6× Platin6     | —        | 565.000     | elportaldemusica.es ES2                                     |
| Vereinigte Staaten (RIAA)                                                                    | —            | 12× Gold12 | 18× Platin18   | Diamant1 | 38.150.000  | riaa.com                                                    |
| Vereinigtes Königreich (BPI)                                                                 | 12× Silber12 | 14× Gold14 | 24× Platin24   | —        | 18.192.528  | bpi.co.uk                                                   |
| Insgesamt                                                                                    | 12× Silber12 | 93× Gold93 | 131× Platin131 | Diamant1 |             |                                                             |